# Eleonore (Navarra)

Wappen Eleonores von Navarra

Eleonore von Navarra (spanisch Leonor; * 2. Februar 1425; † 12. Februar 1479 in Tudela), auch Eleonore von Aragon genannt, war seit 1464 „legitime Königin von Navarra“ und ab dem 19. Januar 1479 drei Wochen lang tatsächliche Königin von Navarra.

## Leben
Eleonore war die jüngere Tochter der Königin Blanka von Navarra und deren zweiten Ehemann, Johann II. aus dem Hause Trastamara, der seit 1425 aufgrund seiner Heirat den Königstitel von Navarra innehatte. Mit ihren älteren (Voll-)Geschwistern Karl von Viana und Blanka von Aragón („Blanka II.“) wuchs Eleonore im prachtvollen Schloss von Olite auf.
Am 30. Juli 1436 heiratete die erst 11-jährige Eleonore Gaston IV., Graf von Foix aus dem Haus Grailly. Mit dieser Eheschließung suchte Johann II. Einfluss im nördlich an die Pyrenäen grenzenden Gebiet zu gewinnen.
Nach dem Tod der Königin Blanka (1441) fiel Navarra nicht wie vorgesehen an ihren Sohn Karl von Viana; stattdessen führte Johann II. durch Usurpation von 1441 bis 1479 weiterhin den Titel des Königs von Navarra. 1441/42 zog Eleonore nach Südfrankreich, um auf dem Territorium ihres Gemahls zu leben und mit ihm die Ehe zu vollziehen. Sie bekamen zusammen insgesamt 10 Kinder und waren auch in schwierigen Konflikten wie z. B. dem Krieg zwischen Kastilien und Navarra meist einer Meinung.
1451 brach ein Bürgerkrieg zwischen Johann II. und seinem Sohn Karl aus. Letzterer wurde von seinem Vater zwar noch im Herbst 1451 gefangen genommen und erst nach knapp zwei Jahren wieder freigelassen. Dennoch konnte Johann II. keinen endgültigen Sieg erringen und bot seiner Tochter Eleonore und ihrem Gatten 1455 an, ihnen anstelle von Karl die Thronfolge von Navarra zu übertragen, wenn der Graf von Foix im Gegenzug Johann II. militärisch unterstützen würde. Tatsächlich schlug Gaston IV. daraufhin Karl von Viana entscheidend. Während der Verlierer an den Hof seines Onkels Alfons V. nach Neapel floh, berief Johann II. die Cortes der Agramonteses in Estella ein, enterbte Karl sowie dessen Schwester Blanka und ernannte Eleonore und Gaston IV. zu den Thronerben Navarras.
Nach dem Tod Alfons’ V. war Johann II. von 1458 bis 1479 auch König von Aragón. Sein Sohn Karl kehrte 1459 nach Spanien zurück, starb aber bereits im September 1461. Gerüchteweise soll er auf Anstiften seiner Stiefmutter Juana Enríquez, der zweiten Gattin Johanns II., vergiftet worden sein. Er hatte seine Schwester Blanka zur Thronerbin bestimmt, doch Johann II. war durch einen Konflikt von Frankreich abhängig. Deswegen wollte er Eleonore auf dem Thron sehen; immerhin war diese mit dem Grafen von Foix und Béarn verheiratet. Er lieferte zudem Blanka an Eleonore aus. Sie wurde im April 1462 über die Pyrenäen nach Saint-Jean-Pied-de-Port gebracht und schließlich in der Burg von Orthez in Béarn interniert. Sie soll in der Gefangenschaft gefoltert und missbraucht worden sein und starb am 2. Dezember 1464. Viele Historiker vermuten, dass sie auf Befehl Eleonores vergiftet worden war. Durch Blankas erzwungenen Thronverzicht im Jahre 1462, wurde Eleonore Fürstin von Viana und Thronerbin von Navarra.

## Eleonore in der Politik
Eleonore hatte Navarra bereits seit 1455 als „Statthalterin“ ihres Vaters regiert, und sie sollte bis zu dessen Tod 1479 (abgesehen von einer kurzen Unterbrechung 1469/70) in dieser Stellung verbleiben, bis 1469 mit dem Titel „Generalleutnant von Navarra“ („Lieutenant générale de Navarre“), seit 1471 als „Gouverneurin von Navarra“ („Gouvernante de Navarre“). Sie stand aber immer unter der Oberhoheit ihres Vaters und konnte daher keine völlig eigenständige Regierungsgewalt ausüben. 1468 versuchte sie mit ihrem Gemahl vergeblich, den navarresischen Thron von ihrem Vater zu usurpieren. Am 23. November 1470 starb ihr ältester Sohn Gaston bei einem Turnier. Kurz darauf starb auch ihr Mann im Jahre 1472 und sie wurde Witwe. 1476 traf sie ihren Vater und ihren Halbbruder Ferdinand II., den Katholischen in Viana und erlangte deren Zustimmung, ihren Enkel Franz Phoebus zu ihrem Thronerben ernennen zu dürfen. Doch auch Franz hatte eine kurze Amtsperiode. Kaum war dieser am 3. November 1482 gekrönt, starb er bereits im Januar 1483.
Am 19. Januar 1479 starb der über 80-jährige Johann II. und Eleonore wurde am 28. Januar von den Cortes in Tudela zur Königin von Navarra ausgerufen, während Aragón an ihren Halbbruder Ferdinand ging. Sie konnte sich jedoch nicht lange ihres neuen Titels erfreuen, da sie bereits fünfzehn Tage nach ihrer Krönung, am 12. Februar 1479, im Alter von 54 Jahren starb. Sie hinterließ ein Land, dessen Selbständigkeit bedroht wurde und dessen Innenpolitik von Bürgerkriegen gekennzeichnet war.

## Nachkommen
Am 30. Juli 1436 heiratete Eleonore Gaston IV., Graf von Foix aus dem Haus Grailly. Das Paar hatte zehn Kinder:
- Gaston (* 1444; † 23. November 1470), 1462 Prinz von Viana, Vizegraf von Castelbon, Generalleutnant von Navarra, Vater des Königs Franz Phoebus und der Königin Katharina von Navarra
- Pierre (* 7. Februar 1449; † 10. August 1490), genannt Pierre le Jeune, Kardinal, Bischof von Vannes, Vizekönig von Navarra (1479–1484)
- Jean (* nach 1450, † 5. November 1500) Vizegraf von Narbonne, Graf von Étampes, Thronprätendent in Navarra beim Tod seines Neffen Franz Phoebus, ⚭ 1476 Marie d’Orléans
- Marie (* nach 1452, † 1467), ⚭ 19. Januar 1465 Wilhelm VIII., Markgraf von Montferrat
- Johanna (* nach 1454, † nach 1476), ⚭ August 1469 in Lectoure Jean V., Graf von Armagnac
- Margarete (* nach 1458, † 15. Mai 1486), ⚭ 27. Juni 1471 in Clisson Franz II., Herzog von Bretagne
- Katharina (* nach 1460, † vor 1494), ⚭ 1469 Graf Gaston II. de Foix-Candale
- Isabella (* nach 1462)
- Eleonore (* nach 1466, † jung)
- Jakob (* um 1469, † 1500), Graf von Montfort-l'Amaury, Vizekönig von Navarra